# 水蝶花 -2 LIVE DVD (acoustic & orchestra)-
『水蝶花 -2 LIVE DVD (acoustic & orchestra)-』(すいちょうか -ツー・ライブ・ディーブイディー (アコースティック・アンド・オーケストラ)-)は一青窈のライブ・ビデオ

## 解説
映像作品としては2008年の『思草歌』から約2年ぶりとなる。
本作はDVD2枚組の構成であり、Disc.1かなは2009年に行われたアコースティック・ツアー「一青窈 premium acoustic tour'09 produced & performed by 武部聡志×小林武史」の公演の様子が収録され、武部聡志と小林武史のピアノのみの伴奏と一青のボーカルだけで披露されており、Disc.2には2009年末に東京オペラシティコンサートホールにて行われた「一青窈 with 東京フィルハーモニー交響楽団」の公演の様子が収録され、明治44年より結成された日本最古のオーケストラのメンバー総勢65名による壮大な演奏をバックに披露されたパフォーマンスが収録された。

## 収録曲

### Disc.1
一青窈 premium acoustic tour'09 produced & performed by 武部聡志×小林武史
1. 翡翠
2. てんとう虫
3. つないで手
4. あこるでぃおん
5. はじめて
6. -documentary-
7. name
8. Tower
9. さよならありがと
10. どっちつかず (音楽劇「箱の中の女」ver.)
11. かざぐるま
12. 月天心
13. 指切り
14. もらい泣き
15. ハナミズキ
16. ひとりでに
17. 確信犯
18. うんと幸せ

### Disc.2
一青窈 with 東京フィルハーモニー交響楽団
1. 望春風
2. はじめて
3. 影踏み
4. 翡翠
5. ささやき並木
6. 栞
7. あこるでぃおん
8. ひとりでに
9. Interlude～月天心
10. 大家 (ダージャー)
11. 江戸ポルカ
12. ユア メディスン〜私があなたの薬になってあげる
13. もらい泣き
14. さよならありがと
15. ハナミズキ
16. 冬めく
17. うんと幸せ